# IXe législature de l'Assemblée régionale de Murcie
La IXe législature de l'Assemblée régionale de Murcie est un cycle parlementaire de l'Assemblée régionale de Murcie, d'une durée de quatre ans, ouvert le 15 juin 2015, à la suite des élections du 24 mai 2015, et clos le 2 avril 2019.

## Bureau de l'Assemblée régionale
| Poste                    | Titulaire                            | Parti | Parti   |
| ------------------------ | ------------------------------------ | ----- | ------- |
| Présidente               | Rosa Peñalver Pérez                  |       | PSOE    |
| Première vice-présidente | María López Montalbán                |       | Podemos |
| Deuxième vice-président  | Domingo José Segado Martínez         |       | PP      |
| Premier secrétaire       | Luis Francisco Fernández Martínez    |       | Cs      |
| Second secrétaire        | Fernando López Miras                 |       | PP      |
| Second secrétaire        | Monica Meroño Fernández (04/05/2017) |       | PP      |
| Second secrétaire        | Francisco Jódar Alonso (19/07/2018)  |       | PP      |

## Groupes parlementaires
| Nom | Nom               | Début | Fin | Porte-parole                 |
| --- | ----------------- | ----- | --- | ---------------------------- |
|     | Groupe populaire  | 22    |     | Víctor Manuel Martínez Muñoz |
|     | Groupe socialiste | 13    |     | Rafael González Tovar        |
|     | Groupe Podemos    | 6     |     | Óscar Urralburu Arza         |
|     | Groupe Ciudadanos | 4     |     | Miguel Sánchez López         |

## Commissions parlementaires
| Commission                                                                               | Président                    | Parti   | Parti |
| ---------------------------------------------------------------------------------------- | ---------------------------- | ------- | ----- |
| Commissions permanentes législatives                                                     |                              |         |       |
| Commission des Affaires générales et institutionnelles et de l'Union européenne          | Miguel Sánchez López         | Cs      |       |
| Commission de l'Économie, des Finances et du Budget                                      | Domingo José Segado Martínez | PP      |       |
| Commission de la Politique territoriale, de l'Environnement de l'Agriculture et de l'Eau | Yolanda Fernández Sánchez    | PSOE    |       |
| Commission de l'Industrie, du Travail, du Commerce et du Tourisme                        | Andrés Pedreño Cánovas       | Podemos |       |
| Commission de la Santé et des Affaires sociales                                          | Domingo Coronado Romero      | PP      |       |
| Commission de l'Éducation et de la Culture                                               | Juan José Molina Gallardo    | Cs      |       |
| Commissions permanentes non-législatives                                                 |                              |         |       |
| Commission des Pétitions et de la Défense du citoyen                                     | Consuelo Cano Hernández      | PSOE    |       |
| Commission du Statut du député et de l'Activité politique                                | Rosa Peñalver Pérez          | PSOE    |       |
| Commission de la Compétence législative                                                  | Marcos Ortuño Soto           | PP      |       |
| Commission du Gouvernement intérieur                                                     | Rosa Peñalver Pérez          | PSOE    |       |

## Gouvernement et opposition
Ayant négocié le soutien du parti de centre droit Ciudadanos (Cs) et après deux jours de débat parlementaire, Pedro Antonio Sánchez est investi le 30 juin 2015 président de la région de Murcie par 26 voix contre 19.
Cependant, à la suite de la mise en examen de Pedro Antonio Sánchez pour malversation et corruption, le groupe socialiste dépose une motion de censure le 24 mars 2017 qui propose Rafael González Tovar comme candidat à la présidence de la communauté autonome. Un accord passé avec Ciudadanos prévoit que le nouveau président devra convoquer de nouvelles élections dans un délai de six mois.
Toutefois, Sánchez démissionne le 4 avril 2017, ce qui provoque de facto l'échec de la motion. Elle est cependant retirée par le groupe socialiste avant l'officialisation de cette démission, ce qui lui permettra de ne pas attendre un an avant d'en présenter une nouvelle.

### Investiture de Sánchez
| Candidat                   | Date                                    | Vote       |    |      |         |    | Résultat |
| Candidat                   | Date                                    | Vote       | PP | PSOE | Podemos | Cs | Résultat |
| Pedro Antonio Sánchez (PP) | 30 juin 2015 (majorité absolue requise) | Oui        | 22 |      |         | 4  | 26 / 45  |
| Pedro Antonio Sánchez (PP) | 30 juin 2015 (majorité absolue requise) | Non        |    | 13   | 6       |    | 19 / 45  |
| Pedro Antonio Sánchez (PP) | 30 juin 2015 (majorité absolue requise) | Abstention |    |      |         |    | 0 / 45   |

### Investiture de López Miras
Le débat d'investiture de Fernando López Miras s'ouvre le 27 avril 2017 par un discours du candidat. Le premier vote a lieu en fin d'après-midi et rejette l'investiture par 23 voix contre et 22 voix pour. L'investiture est accordée lors du second vote deux jours plus tard.
| Candidat                  | Date                                     | Vote       |    |      |         |    | Résultat |  |  |  |  |  |  |  |  |  |  |  |  |  |  |  |  |
| Candidat                  | Date                                     | Vote       | PP | PSOE | Podemos | Cs | Résultat |  |  |  |  |  |  |  |  |  |  |  |  |  |  |  |  |
| Fernando López Miras (PP) | 27 avril 2017 (majorité absolue requise) | Oui        | 22 |      |         |    | 22 / 45  |  |  |  |  |  |  |  |  |  |  |  |  |  |  |  |  |
| Fernando López Miras (PP) | 27 avril 2017 (majorité absolue requise) | Non        |    | 13   | 6       | 4  | 23 / 45  |  |  |  |  |  |  |  |  |  |  |  |  |  |  |  |  |
| Fernando López Miras (PP) | 27 avril 2017 (majorité absolue requise) | Abstention |    |      |         |    | 0 / 45   |  |  |  |  |  |  |  |  |  |  |  |  |  |  |  |  |
| Fernando López Miras (PP) |                                          |            |    |      |         |    |          |  |  |  |  |  |  |  |  |  |  |  |  |  |  |  |  |
| Fernando López Miras (PP) | 29 avril 2017 (majorité simple)          | Oui        | 22 |      |         |    | 22 / 45  |  |  |  |  |  |  |  |  |  |  |  |  |  |  |  |  |
| Fernando López Miras (PP) | 29 avril 2017 (majorité simple)          | Non        |    | 13   | 6       |    | 19 / 45  |  |  |  |  |  |  |  |  |  |  |  |  |  |  |  |  |
| Fernando López Miras (PP) | 29 avril 2017 (majorité simple)          | Abstention |    |      |         | 4  | 4 / 45   |  |  |  |  |  |  |  |  |  |  |  |  |  |  |  |  |

## Députés élus
Lors des élections de 2015, quarante-cinq députés ont été élus.
| Circonscription        | Circonscription                 | Parti                         | Parti                             | Député autonomique élu          |
| ---------------------- | ------------------------------- | ----------------------------- | --------------------------------- | ------------------------------- |
| Première (Lorca)       |                                 | PP                            |                                   | Francisco Jódar Alonso          |
| Première (Lorca)       | Fernando López Miras            | PP                            |                                   |                                 |
| Première (Lorca)       | Juan Pagá Sánchez               | PP                            |                                   |                                 |
| Première (Lorca)       | Isabel María Soler Hernández    | PP                            |                                   |                                 |
| Première (Lorca)       | PSOE                            |                               | Isabel María Casalduero Jódar     |                                 |
| Première (Lorca)       | PSOE                            | Alfonso Martínez Baños        |                                   |                                 |
| Première (Lorca)       | Podemos                         |                               | María Giménez Casalduero          |                                 |
| Deuxième (Carthagène)  |                                 | PP                            |                                   | Monica Meroño Fernández         |
| Deuxième (Carthagène)  | Adoración Molina López          | PP                            |                                   |                                 |
| Deuxième (Carthagène)  | María Rosario Montero Rodríguez | PP                            |                                   |                                 |
| Deuxième (Carthagène)  | Juan Luis Pedreño Molina        | PP                            |                                   |                                 |
| Deuxième (Carthagène)  | María Elena Ruiz Valderas       | PP                            |                                   |                                 |
| Deuxième (Carthagène)  | Domingo José Segado Martínez    | PP                            |                                   |                                 |
| Deuxième (Carthagène)  | PSOE                            |                               | Antonio Guillamón Insa            |                                 |
| Deuxième (Carthagène)  | PSOE                            | Ángel Rafael Martínez Lorente |                                   |                                 |
| Deuxième (Carthagène)  | PSOE                            | Rosa Peñalver Pérez           |                                   |                                 |
| Deuxième (Carthagène)  | Podemos                         |                               | María López Montalbán             |                                 |
| Deuxième (Carthagène)  | Podemos                         | Antonio Urbina Yeregui        |                                   |                                 |
| Deuxième (Carthagène)  | Ciudadanos                      |                               | Luis Francisco Fernández Martínez |                                 |
| Troisième (Murcie)     |                                 | PP                            |                                   | Jesús Cano Molina               |
| Troisième (Murcie)     | Miguel Cascales Tarazona        | PP                            |                                   |                                 |
| Troisième (Murcie)     | Domingo Coronado Romero         | PP                            |                                   |                                 |
| Troisième (Murcie)     | María Patricia Fernández López  | PP                            |                                   |                                 |
| Troisième (Murcie)     | Inmaculada González Romero      | PP                            |                                   |                                 |
| Troisième (Murcie)     | Juan Guillamón Álvarez          | PP                            |                                   |                                 |
| Troisième (Murcie)     | Javier Iniesta Alcázar          | PP                            |                                   |                                 |
| Troisième (Murcie)     | Víctor Manuel Martínez Muñoz    | PP                            |                                   |                                 |
| Troisième (Murcie)     | Pedro Antonio Sánchez López     | PP                            |                                   |                                 |
| Troisième (Murcie)     | PSOE                            |                               | Consuelo Cano Hernández           |                                 |
| Troisième (Murcie)     | PSOE                            | Rafael González Tovar         |                                   |                                 |
| Troisième (Murcie)     | PSOE                            | Emilio Ivars Ferrer           |                                   |                                 |
| Troisième (Murcie)     | PSOE                            | Joaquín López Pagán           |                                   |                                 |
| Troisième (Murcie)     | PSOE                            | Presentación López Piñero     |                                   |                                 |
| Troisième (Murcie)     | Ciudadanos                      |                               | Miguel Ángel López Morell         |                                 |
| Troisième (Murcie)     | Ciudadanos                      | Juan José Molina Gallardo     |                                   |                                 |
| Troisième (Murcie)     | Ciudadanos                      | Miguel Sánchez López          |                                   |                                 |
| Troisième (Murcie)     | Podemos                         |                               | María Ángeles García Navarro      |                                 |
| Troisième (Murcie)     | Podemos                         | Andres Pedreño Cánovas        |                                   |                                 |
| Troisième (Murcie)     | Podemos                         | Óscar Urralburu Arza          |                                   |                                 |
| Quatrième (Nord-ouest) |                                 | PP                            |                                   | Víctor Martínez-Carrasco Guzmán |
| Quatrième (Nord-ouest) | José Soria García               | PP                            |                                   |                                 |
| Quatrième (Nord-ouest) | PSOE                            |                               | Ascensión Ludeña López            |                                 |
| Quatrième (Nord-ouest) | PSOE                            | Jesús Navarro Jiménez         |                                   |                                 |
| Cinquième (Altiplano)  |                                 | PP                            |                                   | Marcos Ortuño Soto              |
| Cinquième (Altiplano)  | PSOE                            |                               | Yolanda Fernández Sánchez         |                                 |

## Désignations

### Sénateurs autonomiques
Lors de la session plénière du 13 juillet 2015, l'Assemblée régionale de Murcie a désigné deux sénateurs qui représentent la communauté autonome au Sénat espagnol.
- Severa González López du PP
- Francisco Javier Oñate Marín du PSOE